# Nehms
Nehms ist eine Gemeinde im Kreis Segeberg in Schleswig-Holstein. Freudenberg, Gröhnwohld, Ihlkamp und Muggesfelderheide liegen im Gemeindegebiet.

## Geschichte
Im Jahre 1928 wurden die ehemaligen Gutsbezirke Muggesfelde und Grönwohld eingegliedert. Seit 1992 führt die Gemeinde ein Wappen.

## Geografie und Verkehr
Nehms liegt etwa 13 km nordöstlich von Bad Segeberg in der Holsteinischen Schweiz. Südlich verläuft die Bundesstraße 432 von Bad Segeberg nach Scharbeutz, westlich die Bundesstraße 404/Bundesautobahn 21 von Kiel nach Bad Oldesloe.
Der Muggesfelder See, Nehmser See und Blunker See liegen im Gemeindegebiet.

## Politik

### Gemeindevertretung
Bei der Kommunalwahl 2023 errang die Wählergemeinschaft Nehms erneut alle neun Sitze in der Gemeindevertretung. Die Wahlbeteiligung betrug 56,7 Prozent.

### Wappen
Blasonierung: „In Gold über drei blauen Wellenbalken eine grüne bewurzelte Buche.“
Die grüne Buche steht für die umfangreichen Buchenwälder in der Umgebung von Nehms. Die drei Wellenbalken weisen auf den Nehmser See, den Muggesfelder See und den Blunker See hin.

## Sehenswürdigkeiten
In der Liste der Kulturdenkmale in Nehms stehen die in der Denkmalliste des Landes Schleswig-Holstein eingetragenen Kulturdenkmale.